# Kostel svaté Heleny (Trnava)
Kostel sv. Heleny (slovensky Kostol svätej Heleny) je gotický kostel ze 14. století nacházející se ve slovenské Trnavě. Jednolodní stavba s polygonálně uzavřeným přesbytářem a křížovou klenbou. Na severní straně presbytáře je gotická věžička s kružbovými okny. Po obou stranách lodi jsou barokní kaple. Nad gotickým portálem je trojdílná edikula se sochami.

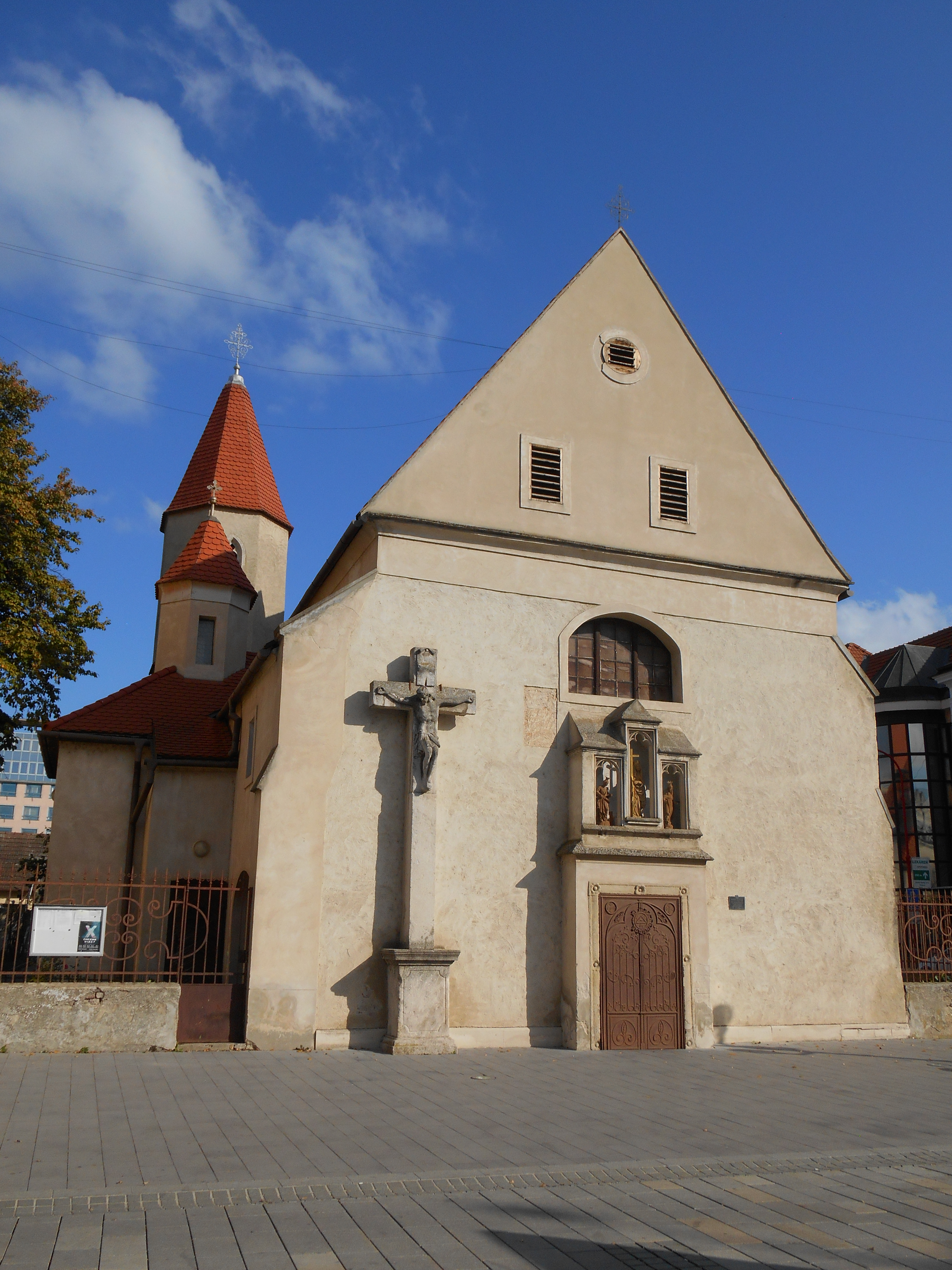
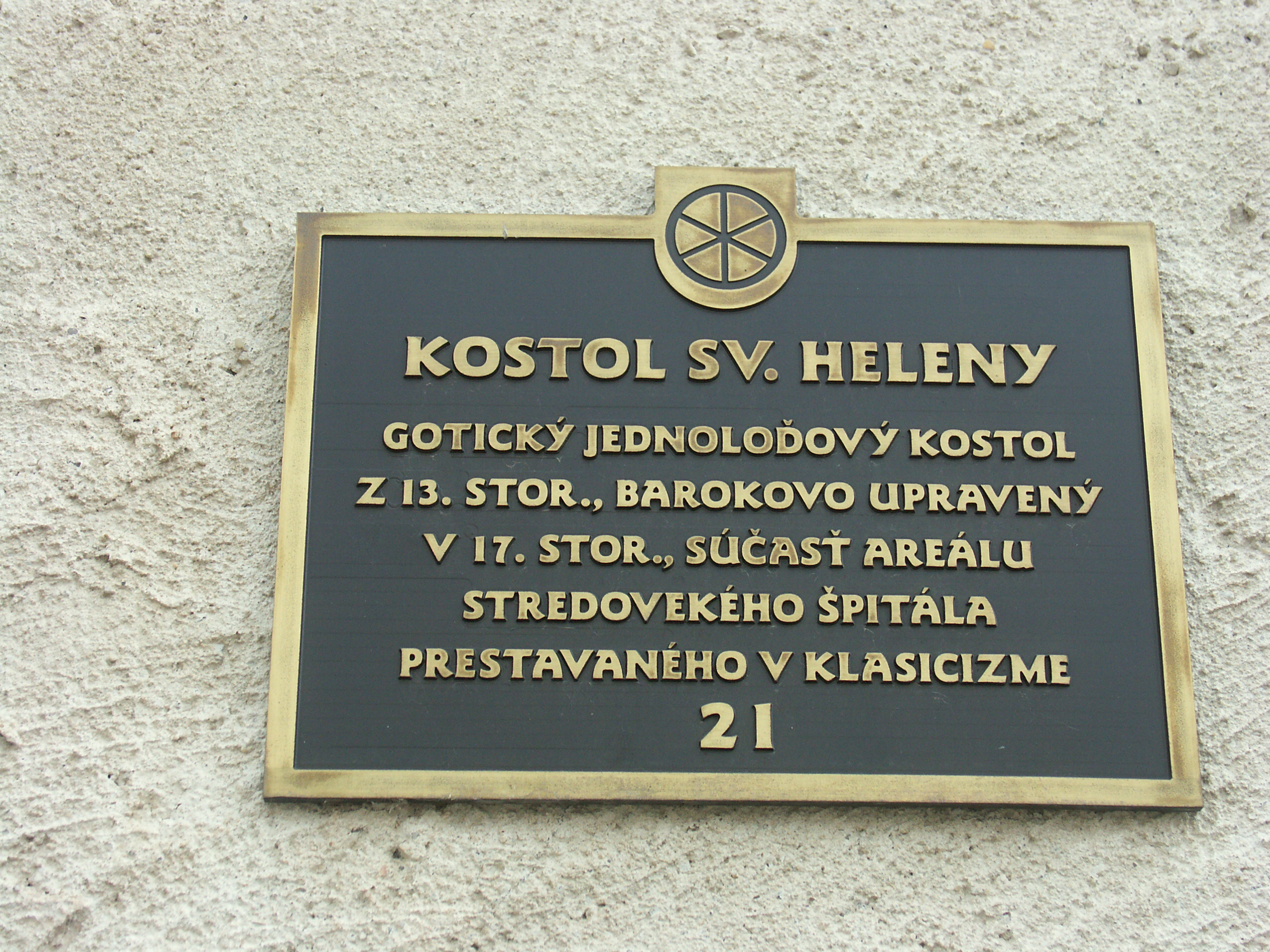
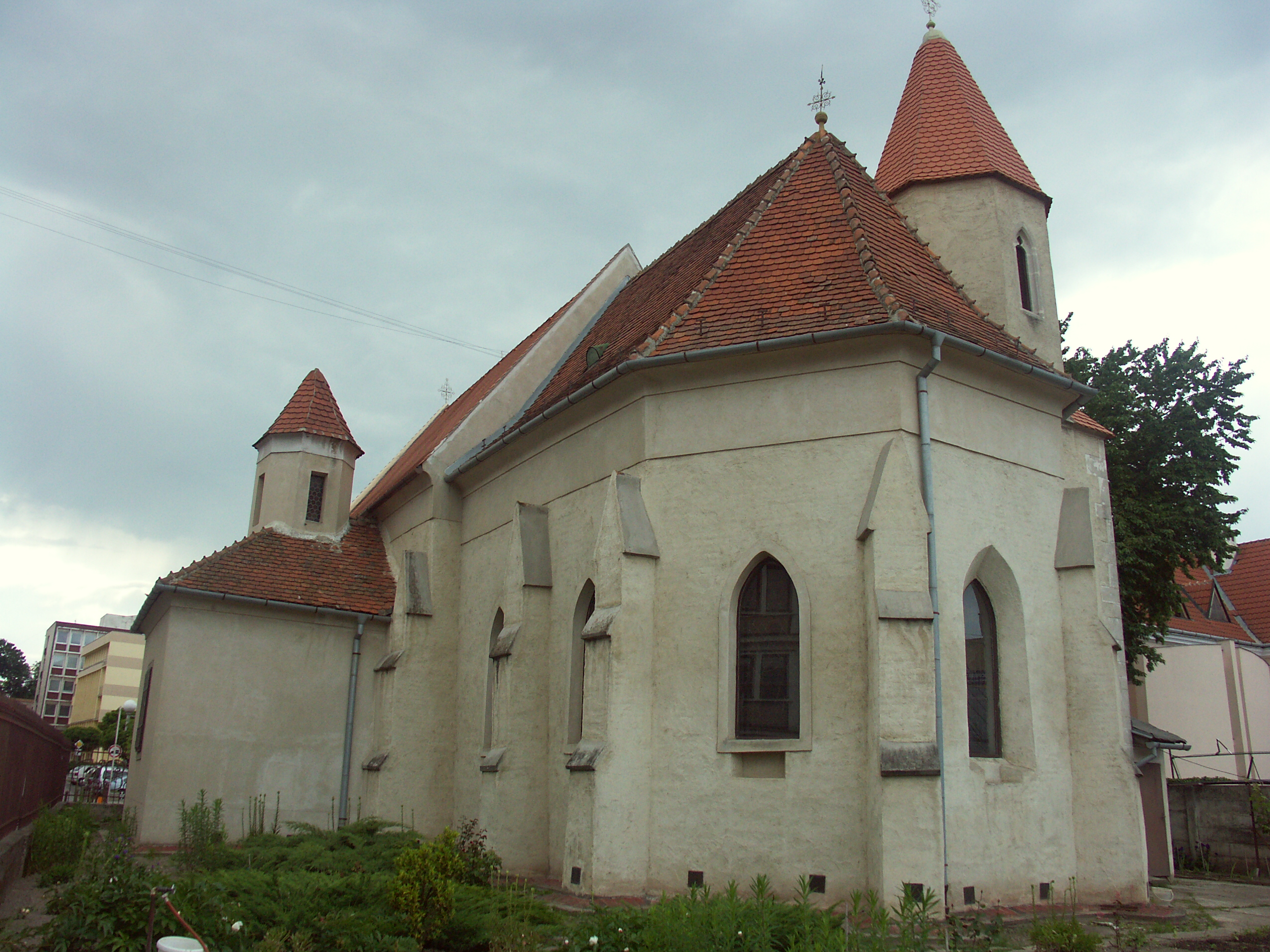